# Майгуба (деревня)
Ма́йгуба — деревня в составе Идельского сельского поселения Сегежского района Республики Карелия.

## Общие сведения
Расположена на северно-западном берегу озера Выгозеро, которое является частью трассы Беломорско-Балтийского канала.

## Население
| 2002 | 2009 | 2010 | 2013 |
| ---- | ---- | ---- | ---- |
| 2    | ↘0   | →0   | →0   |